# لوکاس پرز
لوکاس پرز مارتینز (اسپانیایی: Lucas Pérez Martínez‎؛ زادهٔ ۱۰ سپتامبر ۱۹۸۸) بازیکن فوتبال اهل اسپانیا است که در پست مهاجم برای پی‌اس‌وی آیندهوون در ایریدیفیسی هلند بازی می‌کند.
از باشگاه‌هایی که در آن بازی کرده‌است می‌توان به رایو وایکانو، کارپاتی لووف، دینامو کیف، پائوک، دپورتیوو لاکرونیا، آرسنال، وستهام یونایتد، آلاوس، الچه و کادیس اشاره کرد.
پرز در لاکرونیا، در گالیسیا از بخش‌های خودمختار اسپانیا به دنیا آمد.